# Gouverneurswahl in New York 1804
Die Gouverneurswahl in New York von 1804 fand im April 1804 statt, wo der Gouverneur und der Vizegouverneur von New York gewählt wurden.

## Kandidaten
Für die Clintonian Fraktion in der Demokratisch-Republikanischen Partei trat Morgan Lewis zusammen mit John Broome an. Für die Föderalisten trat Aaron Burr mit Oliver Phelps an, wobei dieser der Tammany Hall Fraktion in der Demokratisch-Republikanischen Partei angehörte. Burr war zum Zeitpunkt der Wahl amtierender Vizepräsident der Vereinigten Staaten und ein früheres Mitglied der vorher erwähnten Partei.

## Ergebnis
| Bild   | Kandidat     | Partei                                 | Stimmen | Stimmen  |
| Bild   | Kandidat     | Partei                                 | Anzahl  | Prozent  |
| ------ | ------------ | -------------------------------------- | ------- | -------- |
|        | Morgan Lewis | Demokratisch-Republikaner (Clintonian) | 30.829  | 58,20 %  |
|        | Aaron Burr   | Föderalisten                           | 22.139  | 41,80 %  |
| Gesamt | Gesamt       | Gesamt                                 | 52.968  | 100,00 % |

## Folge
Aaron Burr machte für seine deutliche Niederlage bei der Wahl seinen langjährigen Rivalen Alexander Hamilton verantwortlich, der eine Rufmordkampagne gegen ihn führte. In einem Duell am 11. Juli des Jahres verwundete Burr Hamilton tödlich und wurde danach in zwei Bundesstaaten des Mordes beschuldigt, stand aber deswegen nie vor Gericht.